# Dmitri Beliaïev
Pour les articles homonymes, voir Beliaïev.
Dmitri Konstantinovitch Beliaïev (en russe : Дми́трий Константи́нович Беля́ев, 17 juillet 1917—14 novembre 1985) est un biologiste soviétique, docteur ès sciences biologiques en 1973. Il est surtout connu pour avoir travaillé sur la domestication, en sélectionnant des lignées de renards communs (Vulpes vulpes) sur le seul critère d'agressivité face aux humains.

## Biographie
Dmitri Beliaïev est né dans la famille de Konstantin Pavlovitch Beliaïev, prêtre du village Protasovo, et son épouse Evstolia Aleksandrovna, institutrice à l'école paroissiale. Après deux années à l'école du village, Dmitri est envoyé chez son frère ainé à Moscou, où il va à l'école no 7.
Il poursuit ses études à l'Académie agricole nationale d'Ivanovo (ru) dont il est diplômé en 1938, avec mention. Il commence à travailler à la section d'élevage d'animaux à fourrure du laboratoire de recherche central du Ministère du Commerce extérieur d'URSS.
Lors de la Seconde Guerre mondiale il est mobilisé et combat au Front de Kalinine. De soldat mitrailleur, il parvient au grade de major. Blessé à deux reprises, il est décoré de l'Ordre de l'Étoile rouge et de deux Ordres de la Guerre patriotique.
Dmitri Beliaïev est directeur de l'Institut de cytologie et de génétique de la Division sibérienne de l'Académie des sciences de Russie (ru) de 1959 à 1985. Il contribue fortement au développement de l'institut.
Il contribue activement à la reconnaissance du travail de Nikolaï Vavilov à qui il dédie le 5e volume de la série Héritage scientifique (Научное наследство) co-écrit avec Semion Mikoulinski et Vladimir Essakov.

## Recherches
À partir des années 1950, Beliaïev et son équipe ont passé plusieurs années à élever des renards communs et à sélectionner les individus craignant le moins les humains. En définitive, l'équipe de Beliaïev a sélectionné les renards ayant la réponse la plus positive aux humains. Il finit par obtenir une population de renards à l'apparence et au comportement modifiés. Après environ dix générations de sélection, les renards ne montrent plus de peur des humains et souvent remuent leur queue et lèchent les humains s'occupant d'eux pour montrer leur affection. Leur pelage change également et la robe pie apparaît, les oreilles deviennent tombantes et la queue torsadée et dressée.
À cette époque, les biologistes ne comprennent pas comment le pelage des chiens a pu évoluer pour devenir différent de celui des loups. Beliaïev affirme que ses renards sont une opportunité pour découvrir ce qui est arrivé. Lui et ses collègues commencent des tests sur les animaux. Lorsqu'ils mesurent l'adrénaline des renards domestiqués, ils découvrent que le taux est plus bas que celui d'un renard sauvage, ce qui est logique car les renards domestiqués n'ont plus peur des humains. Ceci explique la docilité des renards mais pas leur pelage multicolore. Les scientifiques pensent que l'adrénaline partage une voie de biosynthèse avec la mélanine qui contrôle la production des pigments.
En 2019, une équipe anglo-américaine a remis en question certaines conclusions tirées selon elle abusivement (parfois par la culture populaire et non les chercheurs russes eux-mêmes) de cette domestication expérimentale, notamment celles concernant le syndrome de domestication (l'expérience restant toutefois avant tout "une ressource pour la recherche en génomique et en biologie du comportement"), dans la mesure où la souche de renards utilisés par Dmitri Beliaïev provenait d'un élevage pour la fourrure, où certains caractères pourraient avoir été pré-sélectionnés,.
L'élevage de Beliaïev est encore maintenu en 2012 mais connaît d'importantes difficultés financières.
En l'honneur du centenaire de la naissance de Dmitry Konstantinovitch Belyaev, une statue a été érigée près de l'Institut de cytologie et de génétique de la Division sibérienne de l'Académie des sciences de Russie. Elle représente un renard apprivoisé tendant une patte au scientifique.

## Distinctions
- Ordre de Lénine
- Ordre de la révolution d'Octobre
- Ordre de la Guerre patriotique
- Ordre de l'Étoile rouge